# Hespérie de Stauder
Carcharodus stauderi, Muschampia stauderi
Espèce
Synonymes
- Muschampia stauderi (Reverdin, 1913)[2]

L’Hespérie de Stauder (Carcharodus stauderi) est une espèce de papillons de la famille des Hesperiidae, de la sous-famille des Pyrginae et du genre Carcharodus.

## Systématique
L'espèce Carcharodus stauderi  a été décrite en 1913 par le chirurgien et naturaliste suisse Jaques-Louis Reverdin (1842-1929). 
Le National Center for Biotechnology Information classe désormais cette espèce sous le genre Muschampia.

## Noms vernaculaires
L’Hespérie de Stauder se nomme en anglais False Marbled Skipper et en turc Cezayir Zıpzıpı,.

## Liste des sous-espèces
Selon BioLib (15 août 2021) :
- sous-espèce Carcharodus stauderi ambigua Verity, 1925
- sous-espèce Carcharodus stauderi ramses Reverdin, 1913
- sous-espèce Carcharodus stauderi stauderi Reverdin, 1913

## Description
L’Hespérie de Stauder est un petit papillon qui présente un dessus marbré de marron, beige et gris et la marge des ailes est à damiers. Le revers est plus clair et les antérieures des mâles ont une touffe de poils.

## Biologie

### Période de vol et hivernation
Il vole en plusieurs générations entre mars et octobre.

### Plantes hôtes
Les plantes hôtes de sa chenille sont Marrubium vulgare, Ballota foetida, Nepeta floccosa et des Phlomis, Phlomis aurea et Phlomis floccusa,.

## Écologie et distribution
Il réside dans tout le nord de l'Afrique, en Afrique du Nord au Maroc, en Algérie, en Tunisie, en Libye, dans le Nord de l'Égypte, dans les îles Égéennes et au Moyen-Orient, en Turquie, Palestine, Iran et Afghanistan,.

### Biotope
Il réside dans les lieux fleuris secs et chauds.

### Protection
Pas de statut de protection particulier.